# 赵丹
- 關於趙孝成王趙丹，請見「趙孝成王」。
- 關於2002年出生的同名女子钢架雪车运动员，請見「赵丹 (钢架雪车运动员)」。

赵丹（1915年6月27日—1980年10月10日），原名赵凤翱，男，祖籍山东肥城，生于江苏揚州，成长于江苏南通，中国电影演员、导演。

## 生平
赵丹于1915年6月27日诞生于扬州，父亲赵子超，时任北洋军阀营长，公馆在东关街，母亲黄秀芝，是当时出名的扬州美女，与个园黄家关系很近。
1916年赵丹两岁时随父母迁居于南通。赵丹的父亲在南通开设影戏院，1931年，16岁的赵丹考入上海美术专科学校学习中国画。
1932年，赵丹开始从事话剧和电影演出，加入明星影片公司，很快成为明星。1936年与叶露茜结婚，生一儿一女。
抗日战争期间，赵丹加入救亡演剧队。适逢新疆行政长官盛世才采取亲苏政策，吸引了包括赵丹在内的一批左翼文艺人士，经邹韬奋介绍，赵丹、王为一、朱今明、徐韬等，在与茅盾取得联系后，前往新疆，并组建了实验剧团。1939年，因杜重远案，一批有关人士被盛世才逮捕，赵丹也在其中。叶露茜闻知后急赴新疆营救，带着年幼的两个孩子在新疆苦撑四年，几经奔走试图营救未果，被通知赵丹已经遇害，于1943年返回重庆。1944年叶露茜改嫁剧作家杜宣。
1944年9月，盛世才下台，国民党控制新疆，在时任新疆教育厅副厅长刘永祥的担保下，赵丹被释放，并在抗战胜利后返回上海，重返影坛。赵丹试图与叶露茜复合，但叶已经再婚怀孕，只能拒绝赵丹。1947年赵丹与黄宗英结婚。
中华人民共和国建立后，他留在上海，当选为全国人大代表，并于1957年加入中国共产党。

### 文革入狱
文化大革命中，赵丹受到冲击，1967年11月底，赵丹遭到上海青年话剧院造反派的批斗殴打，12月初，赵丹被拘捕并被投入监狱，随后又被转移虹桥区的一处监狱中。赵丹的狱中编号为139号。赵丹一直被单独关押，并被要求持续不断地写检讨，交代「错误」、「罪行」。并在狱中遭受到精神和肉体双重折磨，赵丹去世后遗体做了解剖尸检，参加解剖的医生宋慕琳称，赵丹身上「没有一块地方没伤，包括耳朵，太惨了」。因长期关押，出狱后赵丹一度出现语言障碍。
1978年出任第五屆全國政協委員。1980年赵丹因患胰腺癌在北京逝世。遗言为“党大可不必领导怎么种田、怎么做板凳、怎么裁裤子、怎么炒菜，大可不必领导作家怎么写文章、演员怎么演戏。文艺，是文艺家自己的事，如果党管文艺管得太具体，文艺就没有希望，就完蛋了。”

## 家庭
赵丹共有七个儿女。 叶露茜生长女赵青，长子赵矛。养子周民、周伟（周璇之二子）。黄宗英生女儿赵橘，儿子赵佐和赵劲。

## 主要作品

### 银幕作品
- 《琵琶春怨》（1932年）
- 《上海二十四小时》（1933年）
- 《时代儿女》（1933年）
- 《十字街头》（1936年）
- 《马路天使》（1937年）
- 《中华儿女》（1939年）
- 《遥远的爱》（1947年）
- 《幸福狂想曲》（1947年）
- 《关不住的春光》
- 《乌鸦与麻雀》（1948年）
- 《武训传》（1951年）
- 《李時珍》（1956年）
- 《林则徐》（1958年）
- 《聂耳》（1959年）
- 《烈火中永生》（1965年）

### 导演作品
| 时间   | 名称             | 类型 |
| ------ | ---------------- | ---- |
| 1964年 | 《青山恋》       | 电影 |
| 1953年 | 《为孩子们祝福》 | 电影 |
| 1947年 | 《衣锦荣归》     | 电影 |

### 编剧作品
| 时间   | 名称           | 类型 |
| ------ | -------------- | ---- |
| 1964年 | 《青山恋》     | 电影 |
| 1958年 | 《第三次试验》 | 电影 |
| 1949年 | 《乌鸦与麻雀》 | 电影 |

### 摄影作品
| 时间   | 名称       | 类型 |
| ------ | ---------- | ---- |
| 1964年 | 《青山恋》 | 电影 |

### 书籍作品
| 时间   | 名称             | 备注           |
| ------ | ---------------- | -------------- |
| 2005年 | 《银幕形象创造》 | 中国电影出版社 |